# BIRG

Logo von BIRG

Die BIRG Computer Handelsges.m.b.H. war ein mittleres österreichisches Computer-Fachhandelsunternehmen. Die Zentrale war im Industriezentrum Niederösterreich Süd in Wiener Neudorf ansässig.

## Geschichte
Das Unternehmen wurde Anfang bis Mitte 1990 durch Manfred Birg gegründet.
Am 11. Juli 2001 erfolgte rückwirkend zum 31. Dezember 2000 eine Fusion mit dem PC-Händler Vobis-Österreich zur Vobitech GmbH unter der Leitung des Geschäftsführers von Birg Martin Pulletz und des Geschäftsführers von Vobis Österreich Günther Beck.
Im August 2002 übernahm Michael Dressen von der DressenHeims Unternehmensberatung GmbH die Geschäftsführung der Vobitech GmbH. Am 23. Oktober 2003 meldete die Vobitech GmbH mit einer Überschuldung von etwa 5,33 Millionen Euro Insolvenz an. Als erste Maßnahme wurden 59 der rund 150 Mitarbeiter entlassen und sieben von 18 Filialen, vorwiegend ehemalige Vobis-Filialen, geschlossen.
Im Mai 2004 gelang es Michael Dressen die Firma an Manfred Birg, den ursprünglichen Inhaber, zu verkaufen. Im Juli 2004 erwarb Manfred Birg zwei Hotels in Wien. Aufgrund der fehlenden Kreditwürdigkeit der Firma Birg wurde im August 2004 die Einkaufsfirma EDV-Handel Habliczek GmbH gegründet, über die seitdem alle Einkäufe abgewickelt wurden.
Am 31. August 2006 meldete Birg beim Handelsgericht Wien mit einer Überschuldung von etwa 4,57 Millionen Euro Konkurs an.
Auf Beschluss des Masseverwalters wurden am 7. September 2006 sieben Filialen geschlossen. In weiterer Folge wurde am 18. Oktober 2006 die Schließung des Unternehmens angeordnet. Am 1. Dezember 2006 wurde auch der Domainname www.birg.at aufgelöst.